# 四平路駅
四平路駅（しへいろえき）は中華人民共和国上海市楊浦区と虹口区四平路に位置する上海軌道交通の駅。8号線、10号線が乗り入れ、合計4箇所の出入口がある。

## 利用可能な鉄道路線
上海軌道交通
■8号線
■10号線

## 駅構造
出口は4箇所ある。

### 8号線
- 島式ホーム1面2線の地下駅。開業当初からホームドア設置。

| 8号線ホーム | ←8号線 市光路方面   |
| 8号線ホーム | 島式ホーム          |
| 8号線ホーム | 8号線 沈杜公路方面→ |

### 10号線
- 島式ホーム1面2線の地下駅。開業当初からホームドア設置。

| 10号線ホーム | ←10号線 新江湾城・環東一大道方面 |
| 10号線ホーム | 島式ホーム                       |
| 10号線ホーム | 10号線 航中路・虹橋火車駅方面→   |

## 歴史
- 2007年12月29日 - 8号線開業。
- 2010年4月10日 - 10号線開業。

## 交通
バスは55、61、70、79、123、147、222、307、310、325、576、746、853、910、937、962線で乗れる。

## 隣の駅
上海軌道交通
■8号線
鞍山新村駅 - 四平路駅 - 曲陽路駅
■10号線
同済大学駅 - 老西門駅 - 郵電新村駅